# Huang-Lao-Daoismus
Der Huang-Lao-Daoismus (chinesisch 黄老道, Pinyin Huang-Lao dao – „Daoismus des Gelben Kaisers und des Laozi“, auch: 黄老学派,  Huang-Lao xuepai – „Schule des …“) war eine sich auf die mythischen Gestalten Huangdi ("Gelber Kaiser") und Laozi zurückführende Schule des Daoismus bzw. Legalismus aus der Zeit der Streitenden Reiche und der frühen Han-Zeit.
Der Huang-Lao-Daoismus war eine wichtige Schule, die maßgeblich zur Entstehung des Daoismus beitrug. Gelehrt wurden Verzicht auf Reichtümer und Methoden der Unsterblichkeitssuche. Die Kunst des Regierens durch Nichthandeln (wu wei) wurde von ihr in die Tat umgesetzt.
Im Shiji ("Aufzeichnungen des Historikers") werden ihr die Philosophen Shen Dao, Tian Pian, Jiezi und Huan Yuan – Mitglieder der Jixia-Akademie – zugerechnet sowie die Philosophie von Shen Buhai und Han Fei mit ihr in Verbindung gebracht.
Bei den 1973 im Han-Grab Nr. 3 von Mawangdui entdeckten Werken Jingfa (经法)  und Shiliujing (十六经) handelt es sich um wichtige Texte dieser Schule.